# Bonifatius II van Monferrato
Bonifatius II van Monferrato ook gekend als Bonifatius II van Montferrat en bijgenaamd de Reus (juli 1202 - Moncalvo, 12 juni 1253) was van 1225 tot aan zijn dood markgraaf van Monferrato en vanaf 1239 titulair koning van Thessaloniki. Hij behoorde tot het huis der Aleramiden.

## Levensloop
Bonifatius was het oudste kind en de enige zoon van markgraaf Willem VI van Monferrato en diens derde echtgenote Berta di Clavesana. Toen zijn vader in 1225 een groep kruisvaarders ging leiden in het Latijnse Keizerrijk, werd Bonifatius II aangesteld als zijn opvolger. In de lente van 1226 nam hij volledige macht in het markgraafschap Monferrato over.
Als markgraaf sloot Bonifatius een erfverdrag met zijn neef, markgraaf Manfred III van Saluzzo. Als een van de twee zonder erfgenamen zou sterven, zou de andere diens domeinen erven. Hij had een alliantie met zijn neef gesloten om een burgeroorlog in Monferrato te vermijden. Bij een burgeroorlog zou keizer Frederik II namelijk komen bemiddelen en dit zou ten nadele van Bonifatius kunnen zijn, omdat hij geen goede band had met Frederik II. Bonifatius slaagde er namelijk niet in om de hoge schulden terug te betalen die zijn vader bij keizer Frederik II had gemaakt. Toen hij dreigde in keizerlijke ongenade te vallen, sloot Bonifatius in 1226 een bondgenootschap met de Lombardische Liga tegen de keizer. Hoewel paus Honorius III er uiteindelijk in slaagde om te bemiddelen tussen Bonifatius II en keizer Frederik II, bleven beide heersers elkaar wantrouwen.
Vanaf 1228 voerde Bonifatius met het oog op een huwelijk onderhandelingen met het graafschap Savoye. Bonifatius stelde voor om te huwen met Margaretha (overleden in 1254), dochter van de latere graaf Amadeus IV van Savoye, maar haar grootvader graaf Thomas I van Savoye was tegen omdat Margaretha nog te jong was en wilde wachten tot Margaretha oud genoeg was om te huwen. Toen dat zover was, vond in december 1235 het huwelijk van Bonifatius en Margaretha plaats in Chivasso, de hoofdstad van het markgraafschap Monferrato. Ze kregen twee kinderen:
- Willem VII (1240-1292), markgraaf van Monferrato
- Alessia (circa 1242 - 1284/1285), huwde rond 1263 met hertog Albrecht I van Brunswijk-Lüneburg en daarna rond 1280 met graaf Gerard I van Holstein-Itzehoe.

Ter gelegenheid van het huwelijk sloot Bonifatius II met zijn schoonvader graaf Amadeus IV van Savoye een akkoord. Als Amadeus zonder mannelijke nakomelingen zou sterven, dan zou Bonifatius zijn landerijen in Piëmont erven. Omdat de alliantie tussen Bonifatius en het graafschap Savoye later afsprong, werd dit akkoord echter nooit uitgevoerd. 
Bonifatius was eigenlijk niet echt geïnteresseerd in Piëmont, maar wilde liever de stad Alessandria veroveren, die dicht bij het markgraafschap Monferrato lag. Vanaf 1227, toen hij zijn alliantie met de stad Asti had versterkt, tot aan zijn overlijden bevocht hij de inwoners van Alessandria. De stad werd echter gesteund door de Lombardische Liga en Milaan. In 1230, nadat Bonifatius meerdere versterkte plaatsen had verloren, was hij grotendeels verslagen door de Lombardische Liga en moest hij de macht en de rechten van deze Liga erkennen. Toen Bonifatius opnieuw probeerde om de stad Alessandria te onderwerpen, ditmaal met het graafschap Savoye en het markgraafschap Saluzzo als bondgenoot, vielen Milanese troepen de stad Chivasso aan. De belegering van Chivasso duurde vier maand en Bonifatius' pogingen om de Milanezen te verdrijven mislukten telkens. Op 5 september 1231 gaf Chivasso zich over, waarna Bonifatius de stad een jaar lang kwijt was. Nadat hij zijn nederlaag had toegegeven en het tot vrede kwam, kreeg hij de stad Chivasso terug.
Nadat het tot een breuk kwam met het graafschap Savoye en het markgraaf Saluzzo, sloot Bonifatius II een bondgenootschap met het Heilige Roomse Rijk. Hij begeleidde keizer Frederik II bij zijn reizen in Italië en in 1239 kreeg hij van de keizer het koninkrijk Thessaloniki toegewezen, dat zijn grootvader Bonifatius I in de nasleep van de Vierde Kruistocht had veroverd. Bonifatius I had dit koninkrijk nagelaten aan zijn tweede zoon Demetrius, die zijn rechten op Thessaloniki in 1230 aan keizer Frederik II schonk. De goede relaties met het Heilige Roomse Rijk bleven echter niet duren en in 1243 koos hij de kant van de Welfen, de tegenstanders van keizer Frederik II die Bonifatius II hadden omgekocht. Hij kreeg echter snel spijt van deze beslissing en in 1245 vroeg Bonifatius II vergeving aan keizer Frederik II tijdens diens bezoek in Turijn, waarna hij terug in het keizerlijke kamp werd opgenomen. In 1244 overleed markgraaf Manfred III van Saluzzo, waarna Bonifatius II werd aangesteld als voogd voor zijn kinderen en als regent voor Manfreds zoon en opvolger Thomas I.
De constante politieke manoeuvres die Bonifatius II tijdens zijn bewind uitvoerde waren een antwoord op de groeiende macht van graaf Amadeus IV van Savoye en vooral op het idee van keizer Frederik II om in Piëmont een satellietstaat te vormen bestaande uit delen van Savoye, Saluzzo en Monferrato. De dood van Frederik II in 1250 bracht een korte tijd van rust en kalmte voor Bonifatius II. Hij werd nog even afgeleid door een oorlog in Zuid-Piëmont, maar vanaf dan besloot hij meer aandacht te besteden aan interne zaken dan aan oorlogsvoering. De opvolger van Frederik II, Koenraad IV, schonk Bonifatius II enkele nieuwe landerijen, waaronder de stad Casale Monferrato. 
In juni 1253 stierf markgraaf Bonifatius II van Monferrato, slechts enkele uren nadat hij zijn testament had gedicteerd. Zijn zoon Willem VII volgde hem op.